# Gobernador Roca
Gobernador Roca är en ort i Argentina.   Den ligger i provinsen Misiones, i den nordöstra delen av landet, 900 km norr om huvudstaden Buenos Aires. Gobernador Roca ligger 185 meter över havet och antalet invånare är 6 315.
Terrängen runt Gobernador Roca är platt. Gobernador Roca är det största samhället i trakten.
I omgivningarna runt Gobernador Roca växer i huvudsak städsegrön lövskog. Runt Gobernador Roca är det ganska glesbefolkat, med 38 invånare per kvadratkilometer.